# میرزا ابوالحسن اصفهانی
میرزا ابوالحسن اصفهانی (اردو: مرزا ابو الحسن اصفہانی؛ ۲۳ ژانویهٔ ۱۹۰۲ – ۱۸ نوامبر ۱۹۸۱) دیپلمات، کارآفرین و سیاستمدار اهل پاکستان بود.